# مداوم (آلبوم چندآهنگه)
مداوم یا ماندگار (انگلیسی: Continuous) ششمین آلبوم چندآهنگه از گروه پسرانۀ اهل کره جنوبی ویکتون است که در ۹ مارس ۲۰۲۰ با تک‌آهنگ اصلی «زوزه کشیدن» توسط پلی ام انترتینمنت منتشر و توسط کاکائو انترتینمنت توزیع شد.